# Ludolf August Friedrich von Alvensleben
Ludolf August Friedrich von Alvensleben (* 6. September 1743 in Alsleben; † 25. Februar 1822 in Brieg) war ein preußischer Generalmajor, Kommandant der Festung Glatz und Inspekteur der Schlesischen Truppen.

## Leben

### Herkunft
Er war der älteste Sohn des Herrn auf Calbe Johann Friedrich von Alvensleben (1698–1752) und dessen Frau Wilhelmine Auguste Ernestine, geborene von Erlach (1722–1756). Sie war die Tochter des Hofmarschalls (Anhalt-Bernburg) August Leberecht von Erlach.

### Militärkarriere
Alvensleben war zunächst Page beim Herzog Viktor Friedrich von Anhalt-Bernburg. Anfang Oktober 1756 trat er als Gefreiterkorporal in das Regiment Garde der Preußischen Armee ein. Während des Siebenjährigen Krieges geriet er in der Schlacht bei Hochkirch verwundet in Gefangenschaft. Nach seinem Austausch nahm Alvensleben an der Schlacht bei Torgau teil, in der er am Fuß verwundet wurde. Bis Oktober 1771 avancierte er zum Premierleutnant, nahm 1778/79 am Bayerischen Erbfolgekrieg teil und erhielt mit der Beförderung zum Kapitän im August 1780 eine eigene Kompanie. Als Major konnte sich Alvensleben während des Ersten Koalitionskrieges in der Schlacht bei Pirmasens besonders bewähren und erhielt dafür den Orden Pour le Mérite.
Bis Januar 1796 stieg Alvensleben zum Oberstleutnant auf und wurde Anfang Februar 1796 Kommandeur des III. Bataillons. Im Januar 1798 wurde er Oberst und im September 1800 zum Regimentskommandeur ernannt. Am 31. Dezember 1804 folgte seine Ernennung zum Chef des Infanterieregiments „von Schierstedt“ in Glatz. In dieser Stellung wurde Alvensleben am 20. Mai 1805 mit Patent vom 23. Mai 1805 zum Generalmajor befördert. Als solcher nahm er 1806 an der Schlacht bei Jena teil, wurde dabei verwundet und durch die Kapitulation von Magdeburg inaktiv gestellt. Am 29. November 1807 wurde er zum Kommandant von Glatz ernannt und ab Anfang Februar 1808 war er auch als Inspekteur der Schlesischen Truppen tätig. Mit einer jährlichen Pension von 900 Talern wurde ihm am 3. Juni 1809 sein Abschied bewilligt.
Mitte September 1809 verurteilte ihn ein Militärgericht zu einer zweijährigen Festungshaft, weil er sich 1806 in Magdeburg zwar gegen die Kapitulation der Festung ausgesprochen, diese aber nicht verhindert hatte. Mit Alvensleben wurden auch die Generale von Schack, von Tschepe und von Schimonsky verurteilt.
Zu Beginn der Befreiungskriege erbat Alvensleben bei König Friedrich Wilhelm III. eine Wiederanstellung in der Armee, die dieser jedoch ablehnte. Er starb am 25. Februar 1822 in Brieg.

### Familie
Alvensleben heiratet am 20. März 1792 in Potsdam Juliana von Rabiel. Sie war die Tochter des Oberstleutnants und späteren Postmeisters zu Landsberg an der Warthe. Ihre einzige Tochter Augusta (1793–1871) ehelichte den Rittmeister Christoph Bernhard Wilhelm von der Osten (1785–1833).

## Weblink
- General Ludolf von Alvensleben auf der Website der Familie von Alvensleben

| Personendaten    | Personendaten                                                                                 |
| ---------------- | --------------------------------------------------------------------------------------------- |
| NAME             | Alvensleben, Ludolf August Friedrich von                                                      |
| KURZBESCHREIBUNG | preußischer Generalmajor, Kommandant der Festung Glatz und Inspektor der Schlesischen Truppen |
| GEBURTSDATUM     | 6. September 1743                                                                             |
| GEBURTSORT       | Alsleben (Saale)                                                                              |
| STERBEDATUM      | 25. Februar 1822                                                                              |
| STERBEORT        | Brieg                                                                                         |